# Stensund och Krymla
Stensund och Krymla è un'area urbana della Svezia situata nel comune di Trosa, contea di Södermanland.
La popolazione risultante dal censimento 2010 era di 346 abitanti .